# Omã nos Jogos Olímpicos de Verão de 2004
Omã competiu nos Jogos Olímpicos de Verão de 2004, em Atenas, na Grécia.
Os atletas de Omã alcançaram os padrões de qualificação nos seguintes eventos de atletismo:
Masculino
Eventos de pista e estrada
| Atleta                     | Evento | Heat      | Heat          | Quarterfinal | Quarterfinal  | Semifinal   | Semifinal     | Final       | Final         |
| Atleta                     | Evento | Resultado | Classificação | Resultado    | Classificação | Resultado   | Classificação | Resultado   | Classificação |
| -------------------------- | ------ | --------- | ------------- | ------------ | ------------- | ----------- | ------------- | ----------- | ------------- |
| Hamoud Abdallah Al-Dalhami | 200 m  | 21.82     | 7             | Não avançou  | Não avançou   | Não avançou | Não avançou   | Não avançou | Não avançou   |